# Elassogaster signatipes
Elassogaster signatipes är en tvåvingeart som först beskrevs av Walker 1860.  Elassogaster signatipes ingår i släktet Elassogaster och familjen bredmunsflugor. Inga underarter finns listade i Catalogue of Life.